# Salonsaari (ö i Mellersta Finland, Keuruu)
Salonsaari är en ö i Finland. Den ligger i sjön Ukonselkä och i kommunerna Keuru och Mänttä-Filpula och landskapen  Mellersta Finland och Birkaland, i den södra delen av landet, 220 km norr om huvudstaden Helsingfors. Öns area är 29 hektar och dess största längd är 1,4 kilometer i sydöst-nordvästlig riktning.